# Gabriel VIII
Gabriel VIII (ur. ?, zm. 14 maja 1603) – w latach 1587–1603 97. patriarcha (papież) Koptyjskiego Kościoła Ortodoksyjnego. 